# Lisboa Belém Open
Il Lisboa Belém Open è un torneo professionistico maschile di tennis che si gioca in Portogallo, facente parte dell'ATP Challenger Tour. Inaugurato nel 2017, si gioca annualmente sui campi in terra rossa del Club Internacional de Foot-Ball a Lisbona, nella freguesia di Belém. La prima edizione si tenne a distanza di cinque anni dall'ultimo torneo Challenger che si era disputato nel Paese.

## Albo d'oro

### Singolare
| Anno | Campione                | Finalista         | Punteggio        |
| ---- | ----------------------- | ----------------- | ---------------- |
| 2024 | Alexander Ritschard     | Raphaël Collignon | 6–3, 6(3)–7, 6–3 |
| 2023 | Flavio Cobolli          | Benjamin Hassan   | 7–5, 7–5         |
| 2022 | Marco Cecchinato        | Luca Van Assche   | 6–3, 6–3         |
| 2021 | Dmitry Popko            | Andrea Pellegrino | 6–2, 6–4         |
| 2020 | Jaume Munar             | Pedro Sousa       | 7–6(3), 6–2      |
| 2019 | Roberto Carballés Baena | Facundo Bagnis    | 2–6, 7–6(5), 6–1 |
| 2018 | Tommy Robredo           | Cristian Garín    | 3–6, 6–3, 6–2    |
| 2017 | Oscar Otte              | Tarō Daniel       | 4–6, 6–1, 6–3    |

### Doppio
| Anno | Campioni                                  | Finalisti                        | Punteggio           |
| ---- | ----------------------------------------- | -------------------------------- | ------------------- |
| 2024 | Romain Arneodo Théo Arribagé              | George Goldhoff Fernando Romboli | 6–2, 6–3            |
| 2023 | Karol Drzewiecki Zdeněk Kolář (2)         | Jaime Faria Henrique Rocha       | 6–2, 7–6(5)         |
| 2022 | Zdeněk Kolář (1) Gonçalo Oliveira (2)     | Vladyslav Manafov Oleg Prihodko  | 6–1, 7–6(4)         |
| 2021 | Jeevan Nedunchezhiyan Purav Raja          | Nuno Borges Francisco Cabral     | 7–6(5), 6–3         |
| 2020 | Roberto Cid Subervi Gonçalo Oliveira (1)  | Harri Heliövaara Zdeněk Kolář    | 7–6(5), 4–6, [10–4] |
| 2019 | Philipp Oswald Filip Polášek              | Guido Andreozzi Guillermo Durán  | 7–5, 6–2            |
| 2018 | Marcelo Arévalo Miguel Ángel Reyes Varela | Tomasz Bednarek Hunter Reese     | 6–3, 3–6, [10–1]    |
| 2017 | Ruan Roelofse Christopher Rungkat         | Frederico Gil Gonçalo Oliveira   | 7–6(7), 6–1         |